# Christopher Ferguson
Christopher John Ferguson (* 1. září 1961 Philadelphia, stát Pennsylvania, Spojené státy americké) je americký vojenský pilot a od roku 1998 astronaut. Je evidovaný jako 444. člověk ve vesmíru. Zúčastnil se tří kosmických letů, v roce 2006 jako pilot raketoplánu Atlantis během mise STS-115, jako velitel mise STS-126 v roce 2008 a STS-135 v roce 2011.

## Životopis

### Vzdělání a zaměstnání
Vzdělání získal na střední škole v Archbishop Ryan High School for Boys, Philadelphia (ukončil 1979), poté na univerzitě v Drexel jako inženýr (ukončil 1984) a na postgraduálně na vojenské Naval Postgraduate School jako letecký inženýr (ukončil 1991).
Je ženatý, s manželkou Sandrou mají tři děti.
K NASA do Houstonu nastoupil v roce 1998 a po dvouletém výcviku byl v roce 2000 zařazen do jednotky astronautů.
Po ukončení spolupráce s NASA, nastoupil do společnosti Boeing, kde se podílí na přípravách jejich soukromé pilotované lodě Starliner (CST-100). Tato loď je v rámci kontraktu COST-2 od NASA připravována pro dopravu posádek na Mezinárodní kosmickou stanici - stejně jako loď Crew Dragon od SpaceX. Christopher Ferguson byl v roce 2018 nominován do posádky letu CFT zmíněné lodi. Tento let je prvním pilotovaným letem lodi Starliner a společně s ním budou na palubě ještě dva astronauti NASA. Ferguson tak plní roli testovacího pilota společnosti Boeing.

### Lety do vesmíru
- STS-115 Atlantis, start 9. září 2006, přistání 21. září 2006
- STS-126 Endeavour, start 15. listopadu 2008, přistání 30. listopadu 2008
- STS-135 Atlantis, start 8. července 2011, přistání 21. července 2011